# Astragalus alexandrii
Astragalus alexandrii là một loài thực vật có hoa trong họ Đậu. Loài này được Kharadze miêu tả khoa học đầu tiên.